# Carnevale Storico di Santhià
Il Carnevale Storico di Santhià, insignito del "Premio di Rappresentanza Medaglia del Presidente della Repubblica Giorgio Napolitano" e dal Patrocinio del Ministero dei Beni e Attività Culturali e Turismo è una manifestazione allegorica storica.

## La Storia del "Carnevale più antico del Piemonte"
Le sue origini, in virtù di un testo purtroppo disperso al quale si riferisce lo storico locale Aguzzi, si possono far risalire alla prima metà del 1300  periodo in cui l'Abbadia, un'associazione laica di giovani, si faceva promotrice di feste e balli nel periodo carnevalesco. Altri scritti e documenti attestano effettivamente che nel corso dei secoli a Santhià esisteva tale associazione giovanile. In tali scritti si fa riferimento al Carnevale santhiatese come a un avvenimento le cui origini si perdono nella notte dei tempi: per esempio è documentata la prova di un “richiamo” (con relativa multa), indirizzato ai giovani dell’Abadia di Santhià, che vennero condannati, nel 1430, a pagare 25 soldi per aver condotto in chiesa “con la massima solennità, un asino ricoperto con abiti sacerdotali”. L'abitudine, si legge nel documento, risaliva a tempi anteriori e veniva tollerata. Altri documenti databili all’avvento del Ducato sabaudo (XV secolo), riportano che vennero introdotti vincoli per attenuare gli eccessi del “rovesciamento delle abitudini” tipico del periodo di Carnevale. Anche in questi testi si fa riferimento al fatto che a Santhià il Carnevale, con le sue tradizioni e i suoi eccessi, era da tempo immemore un’abitudine consolidata. Infine, su un documento datato 1893, in possesso della Pro Loco, si legge che quell’anno si festeggiava "l’ottavo centenario dell’Antica Società Fagiuolesca", il che permetterebbe di retrodatarne l’esistenza ad almeno il 1093. La somma di queste fonti configurano la manifestazione santhiatese come il Carnevale più antico del Piemonte.
Oggigiorno, l'arco temporale della festa, denominato Tempore Carnevalis è compreso tra il giorno dell'Epifania e l'alba del mogio Mercoledì delle Ceneri.
Il "Carvè" santhiatese si compone di riti e cerimonie, di antica e incerta origine, quali le Pule e Còngreghe, la Bissa e i Curantun, le Sveglie Antelucane, la Fagiolata Colossale, i Corsi Mascherati, i Gironi Infernali, il Rogo del Babaciu, la Sfilata dei Maiali, la Benedizione dei Fagioli e Majutin e Stevulin padrun dal Carvè.
Durante i tre giorni che precedono le Ceneri, dunque, oltre ai Corsi Allegorici della domenica, del martedì e la sfilata notturna del lunedì sera, ci sono usanze e cerimoniali che vengono strettamente rispettate da tutta la popolazione.
Tutte queste frazioni del carnevale formano un intero che si raccoglie sotto il nome dialettale di Tradisiun, la tradizione, che significa il rimandare di anno in anno la memoria delle usanze storiche, il rinnovarle e il farle rivivere cerimoniosamente.
Dal 1962 si affiancano all'Antica Società Fagiuolesca la Pro-Loco di Santhià e l'Amministrazione Comunale.
Nella sua organizzazione strettamente tecnica, il Carnevale è gestito dalla Direzione, un gruppo formata dai Magnifici Cavalieri (persone di lunga esperienza nell'organizzazione) da un Governatore (che è fisicamente il custode dell'effigie di Gianduja e delle onorificenze) e da un gruppo di più giovani che affiancano e coadiuvano i membri anziani.

### Edizioni recenti
A partire dal 2006, al termine di ogni edizione viene dato alle stampe, a cura della Compagnia dell'Ottimismo, un Annuario del Carnevale santhiatese, che si rifà alla tradizione di analoghe pubblicazioni che venivano edite nei decenni passati. Tali annuari contengono, oltre alla cronaca fotografica del Carnevale, anche dettagliate schede di ogni Gruppo e Compagnia del Carnevale, compresi i gruppi musicali e le varie compagini che a diverso titolo lavorano alla manifestazione (gli organizzatori dei Balli, i Salamat dal Carvè, etc). Per ogni gruppo si possono trovare cenni storici, fotografie, curiosità e aneddoti.
A partire dal 10 agosto 2013 il Carnevale di Santhià è ufficialmente gemellato con il Carnevale di Viareggio.
L'edizione 2015, eccezionalmente, ospita un'iniziativa denominata "Maschere d'artista per la vita - l'arte fa battere il cuore" dove molti personaggi dello spettacolo e dello sport sono invitati a dipingere, personalizzare e autografare una maschera bianca, poi battuta all'asta a scopo benefico. L'iniziativa si accompagna a un forte interesse dei mezzi di comunicazione nazionali per la manifestazione santhiatese.

## Le tradizioni e le usanze
Il Carnevale si compone delle seguenti parti invariabili:
- giorno dell'Epifania (6 gennaio): Apertura del periodo carnevalesco
- sabati e domeniche antecedenti il Carnevale: svolgimento di Pule e Còngreghe
- Giovedì "grasso" (ultimo giovedì prima del Carnevale e del tempo quaresimale): Tucc an maschera anduma a spass
- sabato sera (antecedente il Carnevale): Apertura dei festeggiamenti, discorso di Stevulin alla popolazione, Cerimoniale Carnevalesco e Ricevimento Popolare
- domenica mattina: arrivo di Gianduja e insediamento in Piazza Roma
- domenica pomeriggio: primo Giro di Gala di carri allegorici e maschere
- domenica sera: Girone Infernale
- lunedì mattina: Colossale Fagiolata
- lunedì sera: Sfilata notturna di carri allegorici e maschere
- martedì mattina: 24 Giochi di Gianduja
- martedì pomeriggio: secondo giro di Gala di carri allegorici e maschere, premiazione di carri e maschere
- martedì sera: Chiusura e Rogo del Babaciu.

### Apertura del Carnevale
L'apertura del Carnevale avviene per tradizione sempre la sera del 6 gennaio. La Direzione, lo Stato Maggiore, il Corpo Pifferi e Tamburi e le Bande musicali, insieme ai partecipanti delle Compagnie, si ritrovano in corteo in modo da essere alle 20 in Piazza Roma per l'annuncio dell'apertura del tempo Carnevalesco, a cui segue la tradizionale esecuzione di una "Bortula", cadenza di tamburo tipica del corpo Pifferi e Tamburi della città di Santhià, che informa la popolazione dell'avvenuta apertura.
Dal sabato successivo possono avere inizio le Pule e le Còngreghe.
Raramente, quando il Carnevale è risultato particolarmente basso (nei primissimi giorni di febbraio), l'Apertura è stata anticipata al giorno di Capodanno per avere il tempo di svolgere tutte le Pule e Còngreghe. In queste occasioni la prima Pula (quella della Banda Musicale), è stata effettuata il primo sabato successivo utile. A partire dall'edizione 2011, contemporaneamente all'Apertura vengono presentati al pubblico i bozzetti dei carri allegorici di Prima e di Seconda categoria, che saranno poi oggetto di una votazione pubblica.

### Pule e Còngreghe
A partire dal giorno dell'Epifania, giorno di apertura del Carnevale di Santhià, e fino ai tre giorni del carnevale stesso, la città è impegnata ogni sabato e domenica nello svolgimento delle Pule: ogni compagnia carnevalesca è titolare di una parte di territorio urbano o extraurbano. I componenti della Compagnia si fanno accompagnare da sei musicisti della Banda Musicale Cittadina di Santhià (la Squadra 'dla Pula) e si recano di casa in casa per ricevere una questua che va a costituire il patrimonio per l'organizzazione del Carnevale stesso. A volte le offerte in denaro sono sostituite da offerte in natura (la gallinella o pula, appunto).
Anticamente la questua presso le cascine serviva a procurare il salame e i fagioli per la Fagiolata o i soldi per pagare il sale per condirla (in tempi remoti detti infatti i sold 'dla sal).
Al termine della giornata, che trascorre in allegria tra cibo e musica, la Squadra rientra in città e si reca in un luogo prestabilito laddove avviene la Còngrega, una particolarissima asta strutturata in modo da coinvolgere i componenti della Squadra avversaria (tipicamente la Direzione del Carnevale) in improbabili azioni e fare in modo che questi rilancino al rialzo per liberarsi dell'incombenza toccatagli.

### La "Cansun del Carlevè"
A partire dal 1895 e ininterrottamente ogni anno, musicisti e parolieri santhiatesi si sono succeduti nel comporre la Canzone del Carnevale. Il testo tradizionalmente prende spunto da fatti accaduti nell'anno precedente e da personaggi locali e ne parla con pungente ironia e sarcasmo. La canzone viene eseguita durante i giorni di Carnevale dai Cantori della Canzone.
Negli anni la Canzone si è chiamata "proclama", cannson", carnevalada", "cansonissima" etc, e di fatto si tratta di un inno che accompagna tutto lo svolgimento dei festeggiamenti.

### Giovedì "grasso": Tucc an maschera anduma a spass
Fra musica, cibo e divertimento si svolge la sera del Giovedì grasso l'ultima anteprima del Carnevale, l'assaggio di festa che coinvolge tutta la popolazione, i negozianti, le Squadre carnevalesche, la Direzione e i gruppi musicali e che serve da "testa di ponte" per superare l'ultimo venerdì di ferventi preparativi, che conduce all'apertura dei festeggiamenti il sabato sera e alla prima sfilata allegorica di domenica.

### Sfilata dei Maiali, Benedizione dei Fagioli e la Colossale Fagiolata

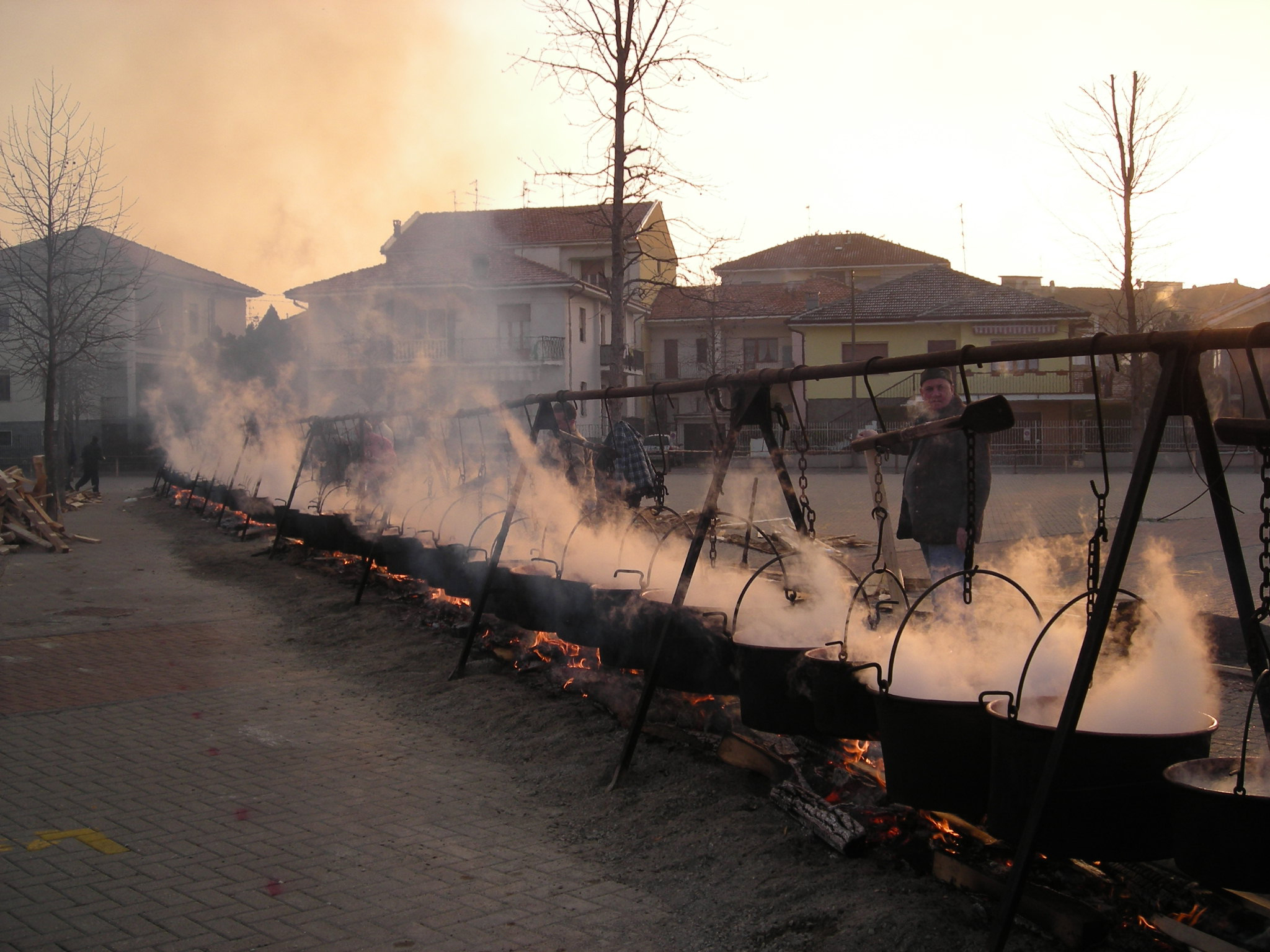
Fagiolata

Quindici giorni prima di Carnevale si svolgeva, fino a qualche anno fa, un altro importante evento, cruciale per la preparazione della Fagiolata: la Salamada.
Si trattava di null'altro che della processione per le vie della città di dodici suini che si avviavano al macello e dalle cui carni venivano confezionati i salami necessari alla fagiolata.
La tradizione si è col tempo adeguata alla maggior sensibilità animalista e alle più severe regole moderne, perciò la sfilata è oggi puramente simbolica e i suini non corrono più per le vie cittadine.
Il macello degli animali viene sancito qualche giorno prima di Carnevale dalla cena detta dello Spoglio dei Maiali.
La mattina del lunedì di Carnevale vengono accesi i fuochi per la Colossale Fagiolata: 150 grandi caldaie di rame bollono fin dall'alba per preparare circa ventimila razioni di salame e fagioli.
Prima di mezzogiorno il Parroco viene "prelevato" dalla sua casa dai Pifferi e Tamburi e dalla Banda Cittadina e portato alla piazza dei fagioli.
Qui, in presenza delle autorità civili e del Gianduja di Torino, il Parroco pronuncia la Benedizione. Subito dopo, alle 12 in punto, gli attendenti e il comandante di piazza, al segno di un doppio sparo di fucile, iniziano la distribuzione gratuita alla popolazione della "Colossale Fagiolata", la più grande d'Italia.

### I Gironi Infernali
La domenica sera di Carnevale, al termine del primo Giro di Gala, si svolge per le vie cittadine il Girone Infernale: si tratta di un serpentone musicale che si snoda nelle vie del centro storico, seguito dalla popolazione, dove anticamente tutti ballavano Bisse e Curantun, i balli tradizionali del Carvè santhiatese e dove attualmente si gustano dolci e zabaione.

### I 24 Giochi di Gianduja
Il martedì mattina di Carnevale nelle vie del centro, la popolazione è impegnata ad assistere o partecipare ai tradizionali Giochi di Gianduja. Si tratta di giochi antichissimi che rimandano alle tradizioni popolari medievali: la corsa nei sacchi, la rottura delle pignatte piene di farina o coriandoli, il tiro alla fune, la mela nella tinozza e tanti altri.

### Il rogo del Babaciu (Re Carnevale) - Fine dei festeggiamenti
Martedì sera il Carnevale si chiude con in Rogo del Babaciu nella piazza centrale. Tutta la popolazione assiste all'accensione del rogo che segna la fine del Carvè, fra il suono delle campane a lutto e le note di una marcia funebre, che si tramuta dopo poche note in una "monferrina" sfrenata, un ballo che dà spazio all'allegria.
Dal 1995 gli accenditori ufficiali del Rogo sono i componenti del Gruppo dei Funfi.

### Stevulin e Majutin padrun dal Carvè
Le maschere ufficiali del Carnevale santhiatese sono Stevulin 'dla Plisera e Majutin dal Pampardù (due luoghi effettivamente esistenti, cascine dei dintorni di Santhià).
Le maschere impersonano le figure di due contadini, sposi novelli, che anticamente sarebbero arrivati in città durante il periodo di Carnevale mentre al potere era un signorotto locale. Per volontà popolare e come dimostrazione di magnanimità, il signorotto acconsentì a consegnare le chiavi della città ai due giovani e gli permise di governare e amministrare la giustizia per tre giorni.
Oggi, di questa usanza, rimane la cerimonia della consegna delle chiavi da parte del Sindaco e la lettura del discorso di Stevulin in vernacolo alla popolazione, il sabato sera, discorso che affronta ogni anno argomenti di attualità non solo locale, con arguzia e umorismo.
Negli anni le figure di "Stevu e Majot" hanno assunto connotati precisi e sono impersonate a ogni edizione da una coppia diversa.
Le due maschere fanno la loro prima apparizione il martedì precedente il Carnevale, quando alla presenza di un gran numero di maschere da tutto il Piemonte si svolge la Presentazione.
I giovani che impersoneranno Stevulin e Majutin di lì a pochi giorni ricevono dalle maschere uscenti la cavagna, la spunciun, la scusal, la mantlin-a e l'umbrela (vale a dire cesto, spillone per capelli, grembiule, scialle e ombrello), simboli della maschere santhiatesi.
Da qualche anno tutti coloro che hanno impersonato la coppia di sposi negli anni precedenti si sono costituiti nel gruppo degli "Stevu e Majot Frust" (letteralmente: usurati). Si ritrovano ogni anno poco prima di Carnevale per una cena conviviale e sono riconoscibili durante il Carvè per la loro colorata coccarda.
Durante le sfilate e in tutte le occasioni pubbliche Stevulin e Majutin sono accompagnati da membri della Direzione e dello Stato Maggiore.

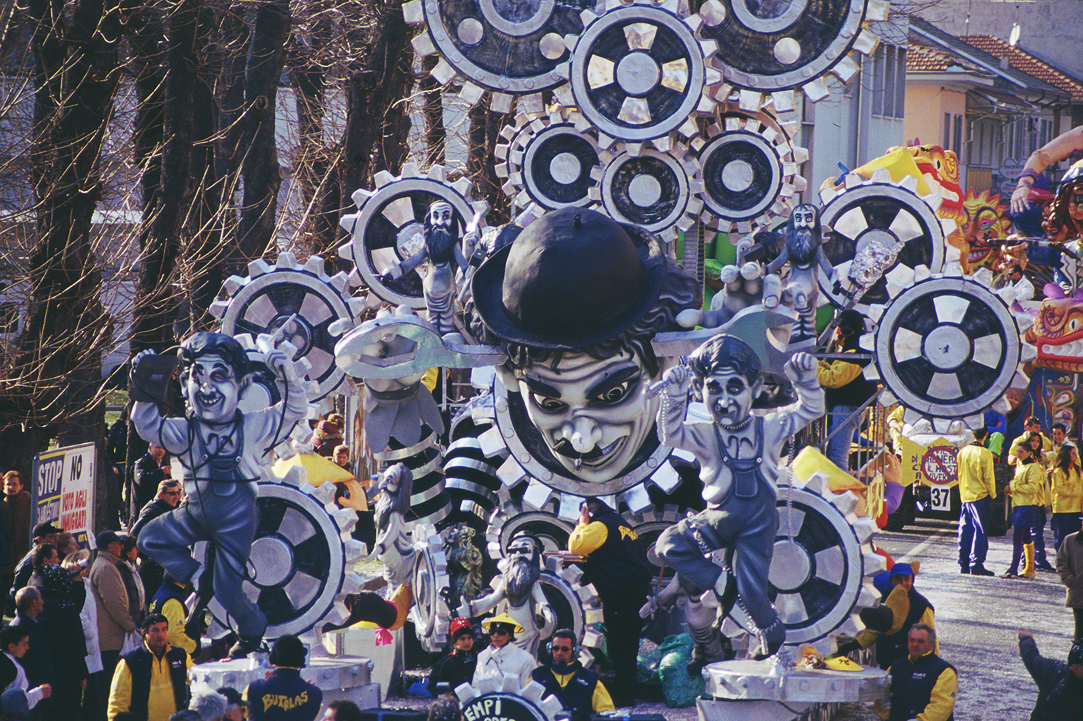

## Le Sfilate Allegoriche (Giri di Gala)
Un momento fondamentale del Carnevale di Santhià sono i Giri di Gala (domenica e martedì pomeriggio e lunedì sera in notturna).
Alla sfilata di carri allegorici e maschere prendono parte circa un migliaio di persone e se si considerano le persone mascherate al di fuori di un carro o di una compagnia, il numero di figuranti si accresce di molto.
Le categorie di carri e gruppi che prendono parte alla sfilata sono suddivisi in Carri Allegorici Grandi (di 1ª e 2ª Categoria), in Maschere a piedi e in Gruppi Misti.